# Pseudocerceis seleneides
Pseudocerceis seleneides là một loài chân đều trong họ Sphaeromatidae. Loài này được Messana miêu tả khoa học năm 1988.